# Christine Traurig
Christine Traurig (n. 13 martie 1957, Nienburg/Weser, Republica Federală Germania, Germania) este o sportivă ce a reprezentat Statele Unite ale Americii, medaliată olimpică. A participat la o ediție a Jocurilor Olimpice (2000) în care a câștigat o medalie de bronz.

## Participări
Lista de mai jos prezintă principalele competiții la care a participat Christine Traurig de-a lungul carierei.
- equestrian at the 2000 Summer Olympics – team dressage[*]